# Prevost Car
 (avril 2020).
Si vous disposez d'ouvrages ou d'articles de référence ou si vous connaissez des sites web de qualité traitant du thème abordé ici, merci de compléter l'article en donnant les références utiles à sa vérifiabilité et en les liant à la section « Notes et références ».
Pour les articles homonymes, voir Prevost.
Prevost Car est un constructeur d'autocar québécois et le plus grand constructeur d'autobus au Canada.

## Histoire

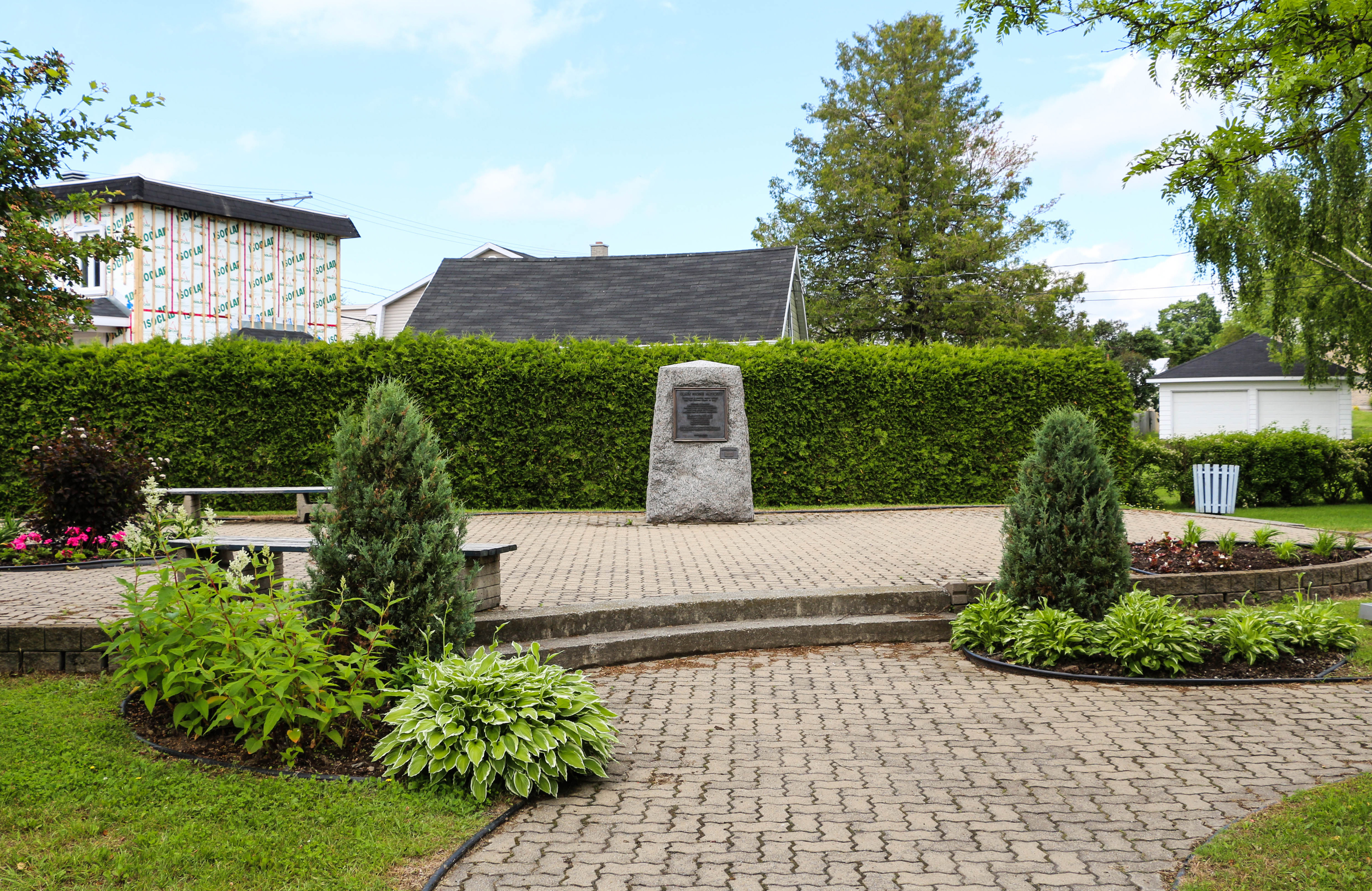
Place Eugène Prévost à Sainte-Claire.

Prevost Car a été fondée en 1924 par Eugène Prévost. Entre 1937 et 1939, il ouvre à Sainte-Claire (au sud-est de Québec) sa première usine pour répondre à la demande croissante. Le premier nom de la compagnie est « Les Ateliers Prévost ». En 1957, Paul Normand, un homme d'affaires de Saint-Pascal dans le comté de Kamouraska, prend le contrôle de l'industrie et renomme l'entreprise « Prevost Car ».
En 1969, Thomas B. Harbison et William G. Campbell (deux hommes d'affaires des États-Unis) viennent s'associer à André Normand, fils de Paul Normand. André Normand est le président de Prevost Car de 1968 à 1996.
En 1980, les dirigeants de l'entreprise agrandissent l'usine de Sainte-Claire pour répondre à la demande. 15 ans plus tard, Volvo Bus Corporation et Henlys Group acquièrent la compagnie Prevost Car.
De 1996 à 2004, l'entreprise est présidée par Georges Bourelle. Depuis 2004, l'entreprise est dirigée par Gaétan Bolduc.
En 2004, Volvo Bus Corporation devient le seul propriétaire de Prevost Car et de Nova Bus, sa division qui s'occupe des autobus pour le transport en commun.

## Modèles d'autocar
- Citadin (1952).
- Le Normand (1957).

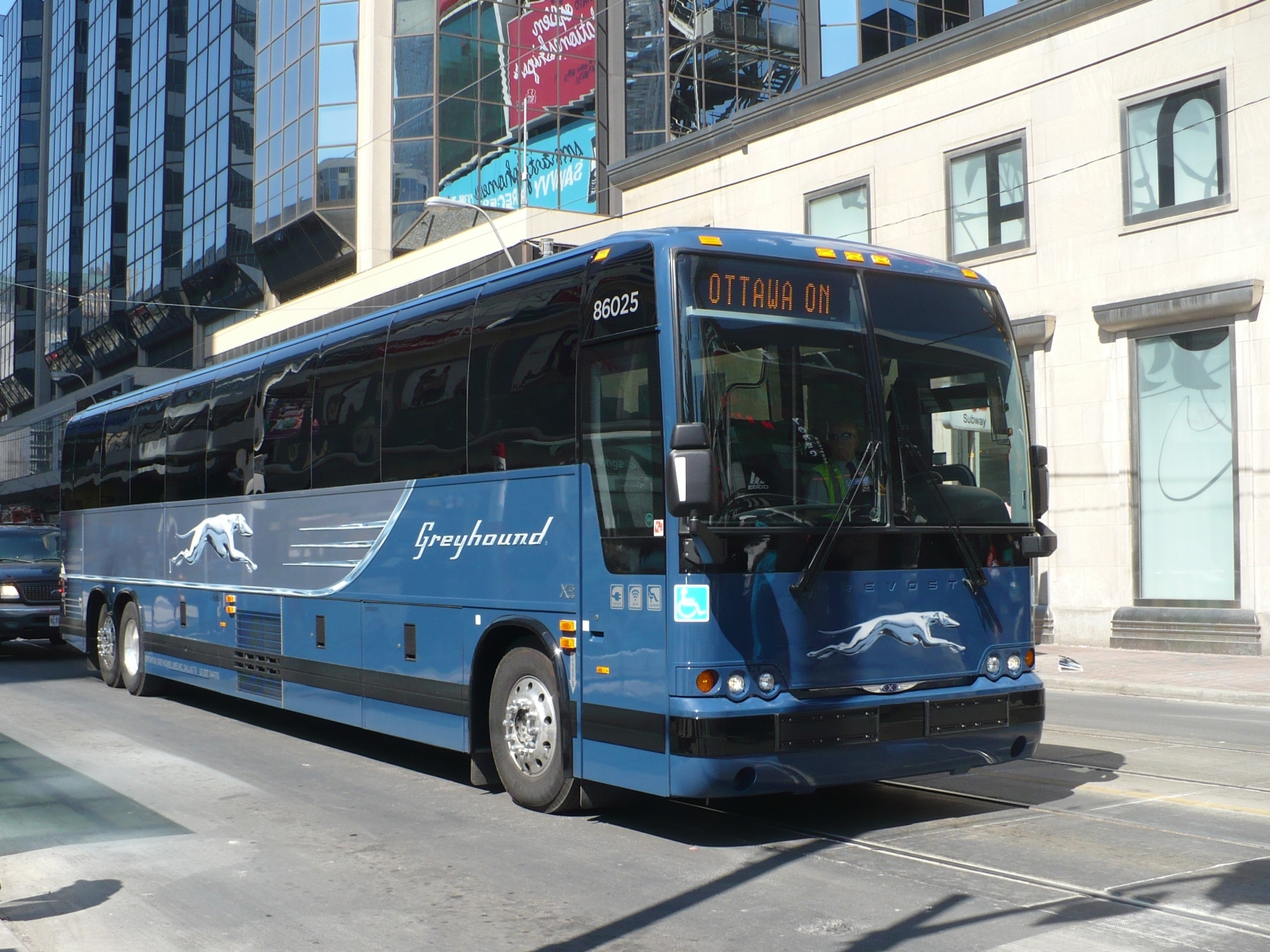
Un autocar Prevost aux couleurs de la compagnie Greyhound.

- Travelair (1961), version essence ou diesel ; distance courte : longueur 7,6 m.
- Panoramique (1961) : longueur 12,2 m, trois essieux, grandes baies vitrées et suspension pneumatique améliorée.
- Champion (1967) : trois essieux, plancher à deux niveaux, système de climatisation.
- Prestige (1968).
- LeMirage (1976) : hauteur 3,4 m.
- LeMirage XL (1984).
- Marathon XL (1984).
- H5-60 (1985) : longueur 18,3 m, hauteur 3,68 m, cinq essieux.
- H3-40 (1989 à 1995) : longueur 12,2 m, hauteur 3,68 m, trois essieux, remplacé par le H3-45.
- H3-41 (1994 à 2010 avec les mêmes modifications du H3-45) : longueur 12,5 m, hauteur 3,68 m, trois essieux.
- H3-45 (1994 jusqu'à modification en 2002 et remodelé en 2010) : longueur 13,7 m, hauteur 3,68 m, trois essieux.
- LeMirage XL-45 (1995 à 1999).
- LeMirage XLII (2000 à 2006), remplacé par le X3-45.
- X3-45 (2007 jusqu'à modification en 2011), empattement amélioré.
- Volvo 9700 (arrivé en Amérique en 2009).

À noter que depuis 2010, les autocars de marque Prevost sont dotés de moteur Volvo D12. Avant 2010, ils étaient animés par des moteurs Detroit Diesel. Ils sont livrables avec transmission automatique Allison B500 (avec ou sans ralentisseur hydraulique) ou semi-automatique Volvo I-shift.

## Compagnies québécoises utilisant des véhicules Prevost
- Orléans Express
- Autocar Chartrand Inc.
- Intercar
- Autobus Maheux
- Bell-Horizon
- La Québécoise
- Transdev Limocar
- Groupe Hélie
- Excellence
- Autocars La Chaudière
- Autobus-Autocar BRISSON
- Autobus Fleur De Lys
- Autobus Laval
- Les Tours Du Vieux Québec